# Славянка (бухта, Берингово море)
Бухта Славя́нка (Пловер) — залив в восточной части бухты Провидения в пределах Провиденского района Чукотского автономного округа.
Бухта Славянка представляет собой гавань за косой Пловер, являющейся естественным волнорезом. Северная оконечность косы называется мысом Гайдамак.
Названа в 1848 году английским капитаном Томасом Муром в честь своего корабля Пловер. Современное название нанесено на карту в 1876 году, когда штурман Карабанович проводил здесь топографическую съёмку.
Эскимосское название Аслъик — «еда из кислых трав».
На южном побережье залива находится покинутое эскимосское поселение, а также заброшенные позиции Провиденского УР.